# Inhibidores de betalactamasas
Los inhibidores de las betalactamasas son un grupo de medicamentos que actúan de manera reversible o irreversible que inhiben a muchas de las enzimas betalactamasas bacterianas. Carecen de actividad antimicrobiana intrínseca, por lo que suelen ser administradas en conjunto con antibióticos betalactámicos, reduciendo la acción que le confiere resistencia a ciertas bacterias en contra de estos antibióticos.
Los tres inhibidores de betalactamasas usados en la clínica médica son el clavulanato, por lo general combinado con amoxicilina, ampicilina o con ticarcilina, el sulbactam combinada con la cefoperazona y el tazobactam combinada con la piperacilina.

Inhibidores de betalactamasas
Ácido clavulánico
Sulbactam
Tazobactam
Avibactam (2015)
Vaborbactam (2017)
Relebactam (2019)
Enmetazobactam
Durlobactam